# Cantone di Levroux
Il Cantone di Levroux è una divisione amministrativa dell'arrondissement di Châteauroux e dell'arrondissement di Issoudun.
A seguito della riforma approvata con decreto del 18 febbraio 2014, che ha avuto attuazione dopo le elezioni dipartimentali del 2015, è passato da 13 a 36 comuni.

## Composizione
I 13 comuni facenti parte prima della riforma del 2014 erano:
- Baudres
- Bouges-le-Château
- Bretagne
- Brion
- Coings
- Francillon
- Levroux
- Moulins-sur-Céphons
- Rouvres-les-Bois
- Saint-Martin-de-Lamps
- Saint-Pierre-de-Lamps
- Villegongis
- Vineuil

Dal 2015 i comuni appartenenti al cantone sono i seguenti 36:
- Aize
- Baudres
- Bouges-le-Château
- Bretagne
- Brion
- Buxeuil
- La Champenoise
- La Chapelle-Saint-Laurian
- Coings
- Diou
- Fontenay
- Francillon
- Giroux
- Guilly
- Levroux
- Liniez
- Lizeray
- Luçay-le-Libre
- Ménétréols-sous-Vatan
- Meunet-sur-Vatan
- Moulins-sur-Céphons
- Paudy
- Reboursin
- Reuilly
- Rouvres-les-Bois
- Saint-Aoustrille
- Saint-Florentin
- Saint-Martin-de-Lamps
- Saint-Pierre-de-Jards
- Saint-Pierre-de-Lamps
- Saint-Valentin
- Sainte-Lizaigne
- Vatan
- Villegongis
- Villers-les-Ormes
- Vineuil